# Rio Căcăcei
O Rio Căcăcei é um rio da Romênia afluente do Rio Bâsca Chiojdului, localizado no distrito de Buzău.